# 希伯來 (內布拉斯加州)
希伯來（英語：Hebron）是一個位於美國內布拉斯加州塞耶縣的城市。根據2010年美國人口普查，該地共人口1579人，而該地的面積約為3.64平方千米。同時該地也是塞耶縣的縣治。

## 地理
希伯來的座標為40°10′06″N 97°35′12″W / 40.16833°N 97.58667°W，而該地的平均海拔高度為448米（即1470英尺）。